# Trix van Kuilenburg-Lodder
Beatrix Emma Aletta (Trix) van Kuilenburg-Lodder (Tilburg, 21 augustus 1942) is een Nederlands voormalig politica namens de PvdA.
Na de hbs deed ze een opleiding in de kinderbescherming en was begin jaren 1960 jeugdleidster op het internaat Kamp Aekinga bij Appelscha. Van 1970 tot 1978 was Van Kuilenburg-Lodder namens de PvdA gemeenteraadslid van Hoogeveen. Tussen 1974 en 1982 was ze lid van de Provinciale Staten van Drenthe. In 1983 werd Van Kuilenburg-Lodder verkozen tot lid van de Eerste Kamer der Staten-Generaal. Daar was zij woordvoerster op  landbouw en ruimtelijke ordening en voorzitter van de vaste commissie voor Volkshuisvesting. In 1991 leek een actie voor voorkeurstemmen voor Herman Tjeenk Willink ten koste te gaan van haar zetel maar door een stem van de Onafhankelijke Partij Drenthe werd zij toch herverkozen ten koste van Marian van der Meer. Na de Eerste Kamerverkiezingen 1995 verliet zij de Kamer.
Hiernaast was Van Kuilenburg-Lodder actief bij maatschappelijke organisaties, met name op het gebied van scholing en de positie van de vrouw. Ze sprak in 1997 als de Nederlandse VN-vrouwenvertegenwoordiger op de Algemene Vergadering van de Verenigde Naties.
- Parlement.com: vg09llnw0xgw